# Bristol South
Circonscription parlementaire de la Chambre des communes
La circonscription de South  est une circonscription située dans la ville de Bristol et représentée à la Chambre des communes du Parlement britannique.

## Géographie
La circonscription comprend :
- La partie sud de la ville de Bristol

## Députés
Les Members of Parliament (MPs) de la circonscription sont:
| Législature   | Années       | Député           | Député                | Parti        |
| ------------- | ------------ | ---------------- | --------------------- | ------------ |
| Bristol South |              |                  |                       |              |
| 23e           | 1885–1886    |                  | Joseph Dodge Weston   | Libéral      |
| 24e           | 1886–1887    |                  | Edward Stock Hill     | Conservateur |
| 25e           | 1892–1895    |                  | Edward Stock Hill     | Conservateur |
| 26e           | 1895–1900    |                  | Edward Stock Hill     | Conservateur |
| 27e           | 1900–1906    | Walter Hume Long |                       | Conservateur |
| 28e           | 1906–1910    |                  | William Howell Davies | Libéral      |
| 29e           | 1910–1910    |                  | William Howell Davies | Libéral      |
| 30e           | 1910–1918    |                  | William Howell Davies | Libéral      |
| 31e           | 1918–1922    |                  | William Howell Davies | Libéral      |
| 32e           | 1922–1923    | Beddoe Rees      |                       | Libéral      |
| 33e           | 1923–1924    | Beddoe Rees      |                       | Libéral      |
| 34e           | 1924–1929    | Beddoe Rees      |                       | Libéral      |
| 35e           | 1929–1931    |                  | Alexander Walkden     | Travailliste |
| 36e           | 1931–1935    |                  | Noel Ker Lindsay      | Conservateur |
| 37e           | 1935–1945    |                  | Alexander Walkden (2) | Travailliste |
| 38e           | 1945–1950    | William Wilkins  |                       | Travailliste |
| 39e           | 1950–1951    | William Wilkins  |                       | Travailliste |
| 40e           | 1951–1955    | William Wilkins  |                       | Travailliste |
| 41e           | 1955–1959    | William Wilkins  |                       | Travailliste |
| 42e           | 1959–1964    | William Wilkins  |                       | Travailliste |
| 43e           | 1964–1966    | William Wilkins  |                       | Travailliste |
| 44e           | 1966–1970    | William Wilkins  |                       | Travailliste |
| 45e           | 1970–1974    | Michael Cocks    |                       | Travailliste |
| 46e           | 1974–1974    | Michael Cocks    |                       | Travailliste |
| 47e           | 1974–1979    | Michael Cocks    |                       | Travailliste |
| 48e           | 1979–1983    | Michael Cocks    |                       | Travailliste |
| 49e           | 1983–1987    | Michael Cocks    |                       | Travailliste |
| 50e           | 1987–1992    | Dawn Primarolo   |                       | Travailliste |
| 51e           | 1992–1997    | Dawn Primarolo   |                       | Travailliste |
| 52e           | 1997–2001    | Dawn Primarolo   |                       | Travailliste |
| 53e           | 2001–2005    | Dawn Primarolo   |                       | Travailliste |
| 54e           | 2005–2010    | Dawn Primarolo   |                       | Travailliste |
| 55e           | 2010–2015    | Dawn Primarolo   |                       | Travailliste |
| 56e           | 2015–2017    | Karin Smyth      |                       | Travailliste |
| 57e           | 2017–2019    | Karin Smyth      |                       | Travailliste |
| 57e           | 2019–Présent | Karin Smyth      |                       | Travailliste |

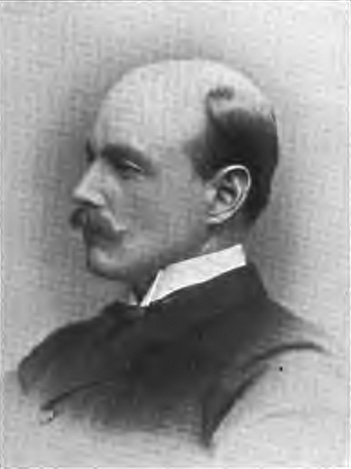
Walter Hume Long (1900-1906)
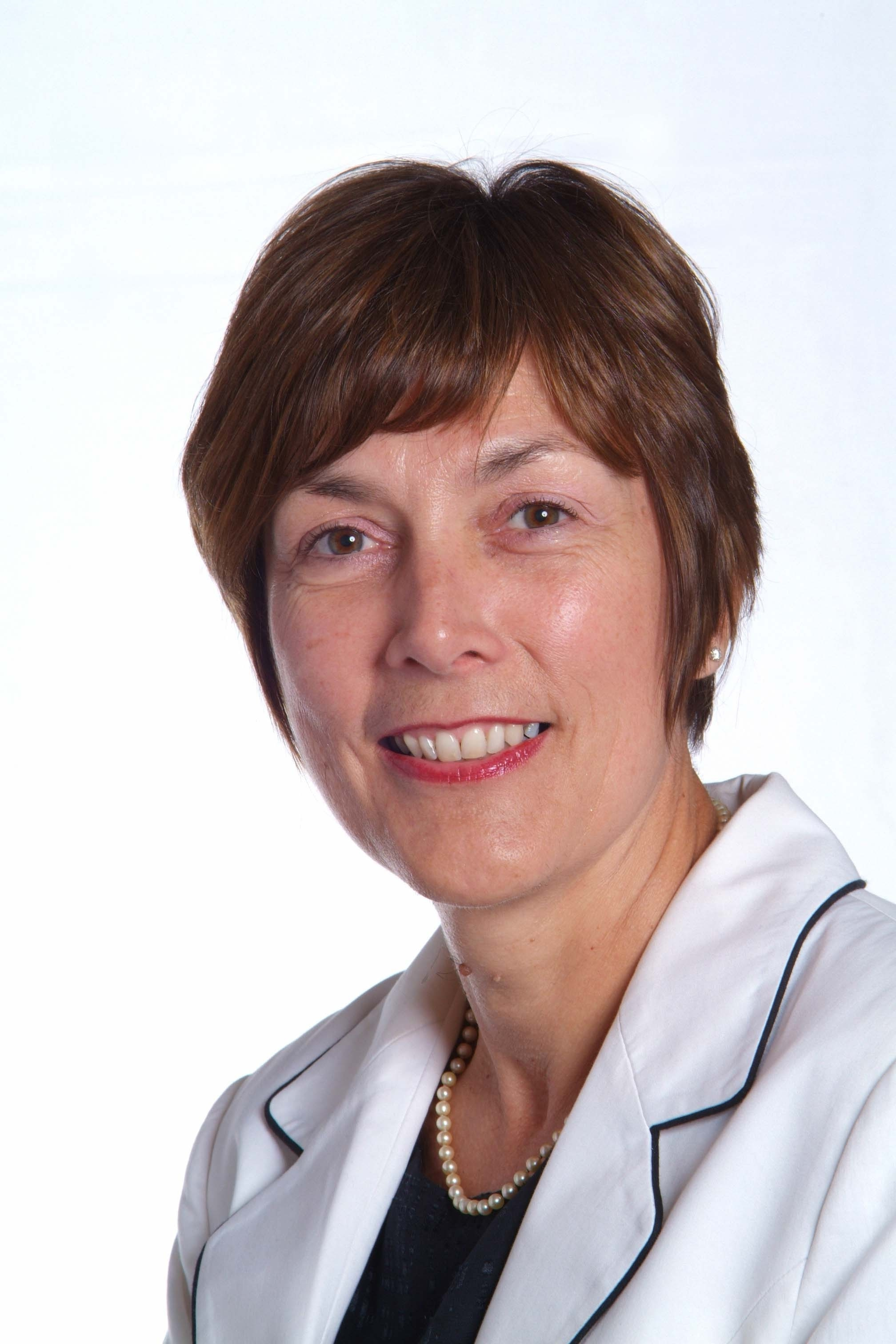
Dawn Primarolo (1987-2015)
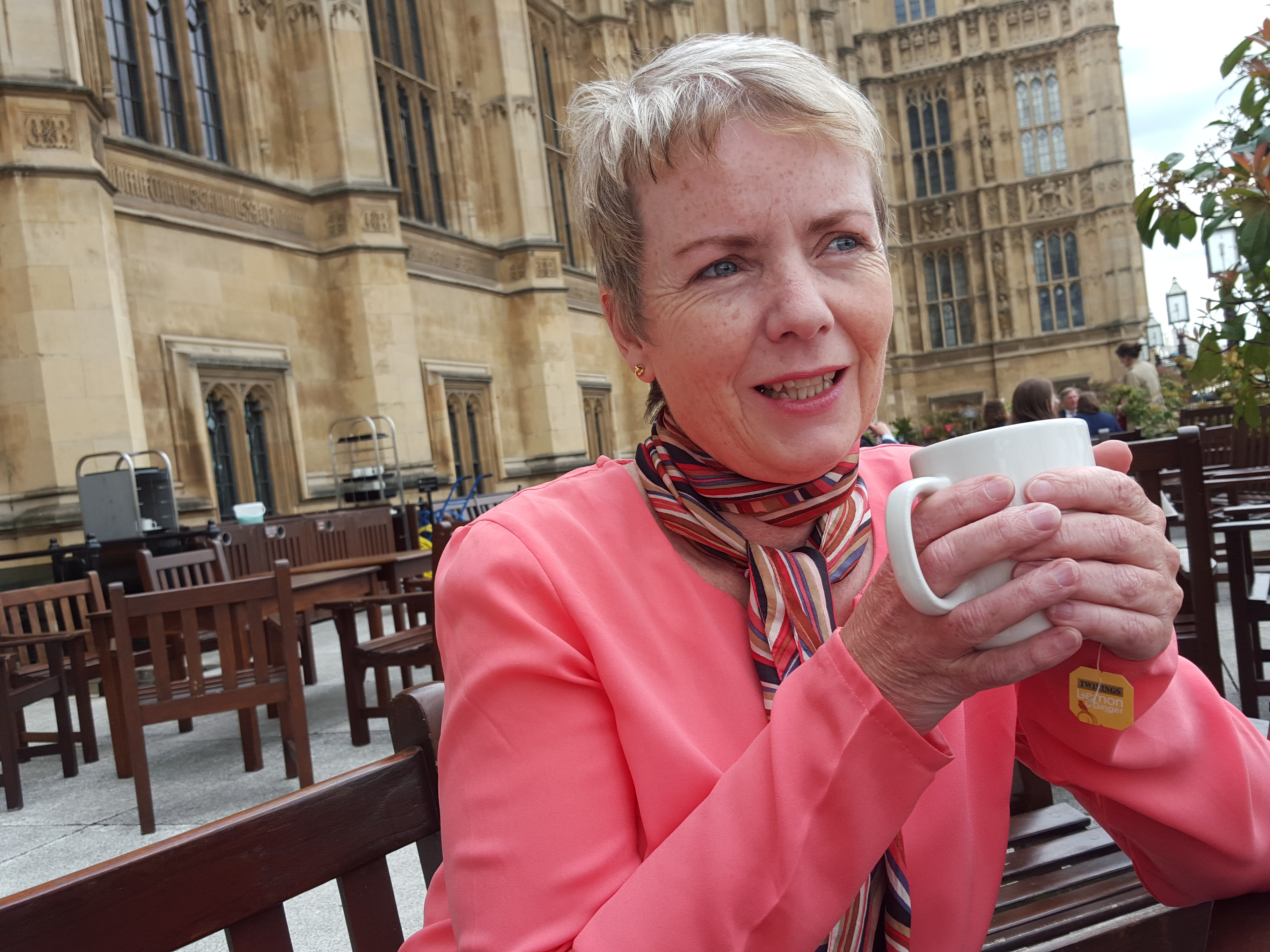
Karin Smyth (2015-présent)